# Julie Fain Lawrence
Pour les articles homonymes, voir Julie et Lawrence.
Julie Fain Lawrence est une actrice et productrice américaine.

## Filmographie
actrice
- 1999 : Fare Well Miss Fortune : Lisa
- 2000 : Third Watch (série télévisée) : Fiona
- 2003 : New York, section criminelle (Law & Order: Criminal Intent) (saison 3, épisode 9) : Ms. Blake
- 2004 : New York, unité spéciale (Law & Order: Special Victims Unit) (saison 5, épisode 16) : Elise
- 2006 : New York, section criminelle (Law & Order: Criminal Intent) (saison 6, épisode 5) : Dr. Annette French
- 2006 : Kidnapped (série télévisée) : la leader du groupe
- 2007 : Six Degrees (série télévisée) : Patricia
- 2012 : Electric City (mini-série) : (voix)
- 2013 : Concussion : Kate Abelman
- 2015 : Wreck (court métrage) : Caroline
- 2016 : Honey Flood (court métrage) : Lady Anne
- 2016 : Journeys : Marni Kramer
- 2016 : Road Kill (court métrage) : Rebecca
- 2016 : Happy Yummy Chicken : Lillian Landslide Thomas
- 2016 : Emunah (court métrage) : Rebbetzin

productrice
- 2016 : Happy Yummy Chicken